# Pulitzer-Preis 2022
Der Pulitzer-Preis 2022 war die 106. Verleihung des renommierten US-amerikanischen Literaturpreises. Die Preisträger wurden am 9. Mai 2022 vom Pulitzer Prize Board für Arbeiten des Jahres 2021 bekannt gegeben. Die Jury bestand aus 18 Personen unter dem Vorsitz von Katherine Boo, Gail Collins and John Daniszewski. Der Pulitzer-Preis für Karikatur (Editorial Cartooning) wurde 2022 durch die neu gestaltete Kategorie Karikatur (Illustrated Reporting and Commentary) abgelöst.

## Preisträger

### Bereich Journalismus(Journalism)
| Kategorie                                                  | Preisträger                                                                                 | Begründung |
| ---------------------------------------------------------- | ------------------------------------------------------------------------------------------- | --- |
| Dienst an der Öffentlichkeit (Public Service)              | The Washington Post                                                                         | Preis verliehen für die fesselnd erzählte und anschaulich dargestellte Schilderung des Angriffs auf Washington am 6. Januar 2021, die der Öffentlichkeit ein gründliches und unvoreingenommenes Verständnis eines der dunkelsten Tage der Nation vermittelt. |
| Aktuelle Berichterstattung (Breaking News Reporting)       | Mitarbeiter vom Miami Herald                                                                | Preis verliehen für seine eindringliche und doch umfassende Berichterstattung über den Einsturz des Wohnkomplexes Champlain Towers South, die klare und mitfühlende Texte mit umfassender Nachrichten- und Verantwortungsberichterstattung verbindet. |
| Investigativer Journalismus (Investigative Reporting)      | Corey G. Johnson, Rebecca Woolington und Eli Murray von der Tampa Bay Times                 | Preis verliehen für eine überzeugende Darstellung der hochgiftigen Gefahren in Floridas einziger Batterierecyclinganlage, die die Einführung von Sicherheitsmaßnahmen zum angemessenen Schutz der Arbeiter und der Anwohner erzwang. |
| Hintergrundberichterstattung (Explanatory Reporting)       | Mitarbeiter vom Quanta Magazine, New York, insbesondere Natalie Wolchover                   | Preis verliehen für die Berichterstattung über die Komplexität des Baus des James-Webb-Weltraumteleskops, das bahnbrechende astronomische und kosmologische Forschungen ermöglichen soll. |
| Lokale Berichterstattung (Local Reporting)                 | Madison Hopkins von der Better Government Association und Cecilia Reyes vom Chicago Tribune | Preis verliehen für eine durchdringende Untersuchung der langen Geschichte der gescheiterten Durchsetzung von Bau- und Brandschutzvorschriften in der Stadt, die es skrupellosen Vermietern ermöglichte, schwerwiegende Verstöße zu begehen, die zu Dutzenden von unnötigen Todesfällen führten.                                                                                          |
| Berichterstattung im Inland (National Reporting)           | Mitarbeiter von The New York Times                                                          | Preis verliehen für ein ehrgeiziges Projekt, das ein beunruhigendes Muster tödlicher Verkehrskontrollen durch die Polizei quantifizierte und aufzeigte, wie Hunderte von Todesfällen hätten vermieden werden können und wie Beamte in der Regel einer Bestrafung entgehen. |
| Auslandsberichterstattung (International Reporting)        | Mitarbeiter von The New York Times                                                          | Preis verliehen für die mutige und schonungslose Berichterstattung, die die enormen zivilen Opfer der von den USA geführten Luftangriffe aufgedeckt und die offiziellen Darstellungen der amerikanischen Militäreinsätze im Irak, in Syrien und Afghanistan in Frage gestellt hat. (Vom Pulitzer Prize Board aus der Kategorie Public Service übernommen, wo er ebenfalls nominiert war). |
| Feature Writing (Feature Writing)                          | Jennifer Senior von The Atlantic                                                            | Preis verliehen für ein schonungsloses Porträt einer Familie, die in den 20 Jahren seit dem 11. September 2011 mit dem Verlust zurechtkommen muss, wobei die persönliche Beziehung des Autors zu der Geschichte meisterhaft mit sensiblen Berichten verknüpft wird, die das lange Ausmaß der Trauer offenbaren.                                                                           |
| Kommentar (Commentary)                                     | Melinda Henneberger von The Kansas City Star                                                | Preis verliehen für überzeugende Kolumnen, in denen Gerechtigkeit für die mutmaßlichen Opfer eines pensionierten Polizisten gefordert wird, der beschuldigt wird, ein Sexualstraftäter zu sein. |
| Kritik (Criticism)                                         | Salamishah Tillet von The New York Times                                                    | Preis verliehen für lehrreiche und stilvolle Berichte über Schwarze in der Kunst und Populärkultur – Arbeiten, die erfolgreich akademische und nicht-akademische kritische Diskurse verbinden. |
| Leitartikel (Editorial Writing)                            | Lisa Falkenberg, Michael Lindenberger, Joe Holley und Luis Carrasco vom Houston Chronicle   | Preis verliehen für eine Kampagne, die mit origineller Berichterstattung Taktiken der Wahlmanipulation aufdeckte, den Mythos des weit verbreiteten Wahlbetrugs zurückwies und für sinnvolle Wahlreformen plädierte." |
| Karikatur (Illustrated Reporting and Commentary)           | Fahmida Azim, Anthony Del Col, Josh Adams und Walt Hickey vom Insider                       | Preis verliehen für den Einsatz von Bildreportagen und des Mediums Comic, um eine eindringliche und zugleich intime Geschichte der chinesischen Unterdrückung der Uiguren zu erzählen und das Thema einem breiten Publikum zugänglich zu machen. |
| Aktuelle Fotoberichterstattung (Breaking News Photography) | Marcus Yam von der Los Angeles Times                                                        | Preis verliehen für unbearbeitete und eindringliche Bilder vom Abzug der USA aus Afghanistan, die die menschlichen Kosten des historischen Wandels in dem Land einfangen." (Vom Pulitzer Prize Board aus der Kategorie Feature Photography verschoben). |
| Feature-Fotoberichterstattung (Feature Photography)        | Adnan Abidi, Sanna Irshad Mattoo, Amit Dave und der verstorbene Danish Siddiqui von Reuters | Preis verliehen für intime und verstörende Bilder der COVID-Pandemie in Indien, die dem Betrachter ein verstärktes Gefühl für den Ort vermitteln. |
| Audio-Berichterstattung (Audio-Reporting)                  | Mitarbeiter von Futuro Media, New York und PRX, Boston                                      | Preis verliehen für „Suave“, das schonungslos ehrliche und eindringliche Profil eines Mannes, der nach mehr als 30 Jahren Haft wieder in die Gesellschaft zurückkehrt. |

### Bereich Literatur, Theater und Musik(Books, Drama & Music)
| Kategorie                                                   | Preisträger |
| ----------------------------------------------------------- | --- |
| Belletristik (Fiction)                                      | The Netanyahus: An Account of a Minor and Ultimately Even Negligible Episode in the History of a Very Famous Family (deutscher Titel: Die Netanjahus: oder vielmehr der Bericht über ein nebensächliches und letztlich sogar unbedeutendes Ereignis in der Geschichte einer sehr berühmten Familie) von Joshua Cohen (New York Review Books) |
| Theater (Drama)                                             | Fat Ham von James Ijames |
| Geschichte (History)                                        | Covered with Night von Nicole Eustace (Liveright/Norton) |
| Geschichte (History)                                        | Cuba: An American History von Ada Ferrer (Scribner) |
| Biographie oder Autobiographie (Biography or Autobiography) | Chasing Me to My Grave: An Artist's Memoir of the Jim Crow South von dem verstorbenen Winfred Rembert, wie er es Erin I. Kelly erzählt hat (Bloomsbury) |
| Dichtung (Poetry)                                           | frank: sonnets von Diane Seuss (Graywolf Press) |
| Sachbuch (General Nonfiction)                               | Invisible Child: Poverty, Survival & Hope in an American City von Andrea Elliott (Random House) |
| Musik (Music)                                               | Voiceless Mass von Raven Chacon |

### Sonderpreise (Special Citations)
| Kategorie    | Preisträger              | Begründung |
| ------------ | ------------------------ | --- |
| Journalismus | Journalisten der Ukraine | Für ihre Berichterstattung über die russische Invasion in der Ukraine im Jahr 2022. Die Begründung durch das Pulitzer Prize Board lautet: „Das Pulitzer Prize Board zeichnet die Journalisten der Ukraine für ihren Mut, ihre Ausdauer und ihr Engagement für eine wahrheitsgetreue Berichterstattung während Wladimir Putins rücksichtslosem Einmarsch in ihr Land und seinem Propagandakrieg in Russland mit einer Sonderauszeichnung aus. Trotz Bombardierungen, Entführungen, Besetzungen und sogar Todesfällen in ihren Reihen haben sie sich beharrlich bemüht, ein genaues Bild einer schrecklichen Realität zu vermitteln, und damit der Ukraine und Journalisten in aller Welt Ehre gemacht.“ |

## Rezeption
Tom Jones von Poynter zeigte sich wenig überrascht von der Auszeichnung der New York Times und der Washington Post, die er als „eine Art jährliches Ritual“ bezeichnete. Er hob den Erfolg lokaler Zeitungen wie der Tampa Bay Times hervor und bezeichnete den Gewinn des Quanta Magazine in der Kategorie Explanatory Reporting als „den vielleicht unerwartetsten – und das heißt wiederum nicht unverdientesten – Preis des Tages“. Über das Auswahlverfahren schrieb er: „Ich bin beeindruckt, wie die Pulitzer-Preis-Juroren ihre Verantwortung mit äußerster Sorgfalt wahrgenommen haben – sie haben eine breite Palette von Medien und Journalisten berücksichtigt. Und ich gratuliere den Pulitzer-Jurys, dass sie jede Kategorie auf ebenso unterschiedliche wie starke Finalisten reduziert haben.“ Die Nichtberücksichtigung der Facebook-Dateien des Wall Street Journal bezeichnete er als eine Brüskierung.
Die Autorin von The Beat, Heidi MacDonald, kommentierte die neue Kategorie Illustrated Reporting and Commentary mit den Worten, dass die überarbeitete Kategorie „viel über den Zustand der Medien und der Karikatur aussagt“ und „Raum für die Berücksichtigung längerer Arbeiten bietet... theoretisch sogar über TikTok hinaus“.
Am 11. Mai 2022, zwei Tage nach der Verleihung der Pulitzer-Preise an den Fotojournalisten Marcus Yam von der New York Times und der Los Angeles Times für ihre Berichterstattung über den Regimewechsel in Afghanistan, veröffentlichte The Diplomat einen Artikel, in dem die Medienberichterstattung über das Land kritisiert und festgestellt wurde, dass die Gewalt in Afghanistan tatsächlich zunimmt: „Afghanistan mag aus den internationalen Schlagzeilen verschwunden sein, aber gewalttätige Tendenzen sind wieder auf dem Vormarsch“, und es gebe derzeit „intensive Kämpfe zwischen verschiedenen Taliban-Fraktionen und Interessen“. Daten, die von den Partnerorganisationen von The Diplomat, Afghan Peace Watch (APW) und Armed Conflict Location & Event Data Project (ACLED), gesammelt wurden, zeigen, dass die Gewalt in Afghanistan zwischen September 2021 und März 2022 eskaliert ist. Am selben Tag stellte der Reporter des American Prospect, Emran Feroz, fest, dass „der Krieg gegen den Terror weitergeht“ und dass immer noch ausländische Drohnen im Land eingesetzt werden.